# Temoeri Ketsbaia
Temoeri (Temoer) Ketsbaia (Georgisch: თემურ ქეცბაია) (Gali, 18 maart 1968) is een Georgisch voetbaltrainer en voormalig voetballer Hij speelde 49 interlands voor de Georgische nationale ploeg, waarvoor hij zestien keer scoorde.
Ketsbaia begon zijn profcarrière in 1986 bij Dinamo Soechoemi en stroomde als middenvelder in 1987 door naar Dinamo Tbilisi. Hij speelde daarna vanaf 1992 voor Anorthosis Famagusta, AEK Athene, Newcastle United FC, Wolverhampton Wanderers, Dundee FC en van 2002 tot en met 2006 opnieuw Anorthosis Famagusta. Bij die club was hij in zijn laatste jaren als speler ook actief als coach. Ketsbaia was in 2009 een tijd coach van Olympiakos Piraeus, voordat hij bondscoach van het Georgisch voetbalelftal werd.
Ketsbaia nam op 15 november 2014 zelf ontslag, één dag nadat hij met Georgië met 0-4 thuis van het Pools voetbalelftal verloor. Georgië stond op dat moment vijfde in de EK-kwalificatiepoule voor het EK 2016, met drie punten uit vier wedstrijden. Van 2022 tot 2024 was hij bondscoach van het Cypriotisch elftal.

## Erelijst

### Als speler
FC Dinamo Tbilisi
- Georgisch landskampioen

1990, 1991, 1992
- Georgisch bekerwinnaar

1992
- Georgisch voetballer van het jaar

1990
 AEK Athene
- Grieks bekerwinnaar

1996, 1997
- Griekse supercup

1996
- Georgisch voetballer van het jaar

1997
 Anorthosis Famagusta
- Cypriotisch landskampioen

2005
- Cypriotisch bekerwinnaar

2003

### Als trainer-coach
Anorthosis Famagusta
- Cypriotisch landskampioen

2008
- Cypriotisch bekerwinnaar

2007

## Interlandcarrière
Ketsbaia speelde in de periode 1994–2003 in totaal 49 officiële interlands voor het Georgisch voetbalelftal, en maakte zestien doelpunten voor de nationale ploeg. Hij droeg geregeld de aanvoerdersband tijdens zijn interlandcarrière.
| Interlands van Temoeri Ketsbaia voor Georgië | Interlands van Temoeri Ketsbaia voor Georgië | Interlands van Temoeri Ketsbaia voor Georgië | Interlands van Temoeri Ketsbaia voor Georgië | Interlands van Temoeri Ketsbaia voor Georgië | Interlands van Temoeri Ketsbaia voor Georgië |
| №                                            | Datum                                        | Wedstrijd                                    | Uitslag                                      | Competitie                                   | Goals                                        |
| -------------------------------------------- | -------------------------------------------- | -------------------------------------------- | -------------------------------------------- | -------------------------------------------- | -------------------------------------------- |
| 1                                            | 08.02.1994                                   | Slovenië – Georgië                           | 1–0                                          | Oefeninterland                               |                                              |
| 2                                            | 10.02.1994                                   | Malta – Georgië                              | 0–1                                          | Oefeninterland                               | 16' (pen.)                                   |
| 3                                            | 12.10.1994                                   | Bulgarije – Georgië                          | 2–0                                          | EK–kwalificatie                              |                                              |
| 4                                            | 16.11.1994                                   | Georgië – Wales                              | 5–0                                          | EK–kwalificatie                              | 29' 48'                                      |
| 5                                            | 14.12.1994                                   | Albanië – Georgië                            | 0–1                                          | EK–kwalificatie                              |                                              |
| 6                                            | 26.04.1995                                   | Georgië – Albanië                            | 2–0                                          | EK–kwalificatie                              | 41'                                          |
| 7                                            | 07.06.1995                                   | Wales – Georgië                              | 0–1                                          | EK–kwalificatie                              |                                              |
| 8                                            | 06.09.1995                                   | Duitsland – Georgië                          | 4–1                                          | EK–kwalificatie                              | 28'                                          |
| 9                                            | 15.11.1995                                   | Moldavië – Georgië                           | 3–2                                          | EK–kwalificatie                              |                                              |
| 10                                           | 27.03.1996                                   | Cyprus – Georgië                             | 0–2                                          | Oefeninterland                               | 53'                                          |
| 11                                           | 24.04.1996                                   | Roemenië – Georgië                           | 5–0                                          | Oefeninterland                               |                                              |
| 12                                           | 08.05.1996                                   | Griekenland – Georgië                        | 2–1                                          | Oefeninterland                               |                                              |
| 13                                           | 01.09.1996                                   | Noorwegen – Georgië                          | 1–0                                          | Oefeninterland                               |                                              |
| 14                                           | 09.10.1996                                   | Italië – Georgië                             | 1–0                                          | WK–kwalificatie                              |                                              |
| 15                                           | 09.11.1996                                   | Georgië – Engeland                           | 0–2                                          | WK–kwalificatie                              |                                              |
| 16                                           | 30.03.1997                                   | Georgië – Armenië                            | 7–0                                          | Oefeninterland                               |                                              |
| 17                                           | 30.04.1997                                   | Engeland – Georgië                           | 2–0                                          | WK–kwalificatie                              |                                              |
| 18                                           | 07.06.1997                                   | Georgië – Moldavië                           | 2–0                                          | WK–kwalificatie                              |                                              |
| 19                                           | 14.06.1997                                   | Polen – Georgië                              | 4–1                                          | WK–kwalificatie                              |                                              |
| 20                                           | 10.09.1997                                   | Georgië – Italië                             | 0–0                                          | WK–kwalificatie                              |                                              |
| 21                                           | 24.09.1997                                   | Moldavië – Georgië                           | 0–1                                          | WK–kwalificatie                              | 10'                                          |
| 22                                           | 11.10.1997                                   | Georgië – Polen                              | 3–0                                          | WK–kwalificatie                              | 72'                                          |
| 23                                           | 06.02.1998                                   | Georgië – Letland                            | 2–1                                          | Oefeninterland                               |                                              |
| 24                                           | 08.02.1998                                   | Georgië – Albanië                            | 3–0                                          | Oefeninterland                               | 17'                                          |
| 25                                           | 10.02.1998                                   | Malta – Georgië                              | 1–3                                          | Oefeninterland                               |                                              |
| 26                                           | 02.05.1998                                   | Tunesië – Georgië                            | 1–1                                          | Oefeninterland                               |                                              |
| 27                                           | 19.08.1998                                   | Oekraïne – Georgië                           | 4–0                                          | Oefeninterland                               |                                              |
| 28                                           | 05.09.1998                                   | Georgië – Albanië                            | 1–0                                          | EK–kwalificatie                              |                                              |
| 29                                           | 10.10.1998                                   | Letland – Georgië                            | 1–0                                          | EK–kwalificatie                              |                                              |
| 30                                           | 14.10.1998                                   | Griekenland – Georgië                        | 3–0                                          | EK–kwalificatie                              |                                              |
| 31                                           | 28.04.1999                                   | Georgië – Noorwegen                          | 1–4                                          | EK–kwalificatie                              |                                              |
| 32                                           | 30.05.1999                                   | Noorwegen – Georgië                          | 1–0                                          | EK–kwalificatie                              |                                              |
| 33                                           | 05.06.1999                                   | Georgië – Griekenland                        | 1–2                                          | EK–kwalificatie                              | 55'                                          |
| 34                                           | 02.02.2000                                   | Slowakije – Georgië                          | 0–2                                          | Oefeninterland                               | 53'                                          |
| 35                                           | 04.02.2000                                   | Roemenië – Georgië                           | 1–1                                          | Oefeninterland                               | 41'                                          |
| 36                                           | 29.03.2000                                   | Israël – Georgië                             | 1–1                                          | Oefeninterland                               |                                              |
| 37                                           | 04.06.2000                                   | Azerbeidzjan – Georgië                       | 0–0                                          | Oefeninterland                               |                                              |
| 38                                           | 11.06.2000                                   | Estland – Georgië                            | 1–0                                          | Oefeninterland                               |                                              |
| 39                                           | 16.08.2000                                   | Iran – Georgië                               | 2–1                                          | Oefeninterland                               |                                              |
| 40                                           | 07.10.2000                                   | Litouwen – Georgië                           | 0–4                                          | WK–kwalificatie                              | 18' 33'                                      |
| 41                                           | 11.10.2000                                   | Italië – Georgië                             | 2–0                                          | WK–kwalificatie                              |                                              |
| 42                                           | 14.02.2001                                   | Georgië – Oekraïne                           | 0–0                                          | Oefeninterland                               |                                              |
| 43                                           | 28.03.2001                                   | Georgië – Roemenië                           | 0–2                                          | WK–kwalificatie                              |                                              |
| 44                                           | 24.04.2001                                   | Georgië – Israël                             | 3–2                                          | Oefeninterland                               | 9' 36'                                       |
| 45                                           | 02.06.2001                                   | Georgië – Italië                             | 1–2                                          | WK–kwalificatie                              |                                              |
| 46                                           | 06.06.2001                                   | Hongarije – Georgië                          | 4–1                                          | WK–kwalificatie                              |                                              |
| 47                                           | 06.10.2001                                   | Roemenië – Georgië                           | 1–1                                          | WK–kwalificatie                              |                                              |
| 48                                           | 27.03.2002                                   | Georgië – Zuid-Afrika                        | 4–1                                          | Oefeninterland                               |                                              |
| 49                                           | 29.03.2003                                   | Georgië – Ierland                            | 1–2                                          | EK–kwalificatie                              |                                              |